# Santa Clara (Lima)
Santa Clara es una localidad perteneciente al distrito de Ate, en la provincia de Lima, Perú. Limita al norte, con el distrito de Lurigancho-Chosica; al este, con las localidades de Horacio Zevallos y Pariachi; al sur, con los distritos de Cieneguilla y Pachacámac; y al oeste, con la localidad de Valle Amauta, y las urbanizaciones de San Gregorio y Vitarte Central. 

## Historia
Santa Clara se crea en la época del virreinato. En 1614, el entonces Virrey de Montesclaros utilizando la demarcación eclesiástica existente, divide Lima en doce doctrinas (distritos). Ate fue uno de ellos, y se dividió en Ate alto y Ate bajo; uno de los fundos de Ate alto era La Estrella o Santa Clara. La jurisdicción de Santa Clara y anexos correspondía al corregimiento de Lima, que era administrado por Gerónimo Barreto. En 1573, sale de Lima por la portada de Barbones para llegar a Huanchihuaylas y Pariachi, con la finalidad de hacer cumplir las obligaciones de los indios de esta jurisdicción, como también, cobrar en partes los 890 pesos autorizados por las autoridades. Construye un lugar de castigo y sacrificio, que hasta la fecha existe en el parque central de Santa Clara, que se conoce como "el infiernillo". El Infiernillo de Santa Clara.
En sus inicios, la chacra de Huanchihuaylas era propiedad del Monasterio de La Encarnación, que luego lo vende a Joseph Carillo. El Congreso Constituyente de 1825 le otorgó una reducción del alquiler a María Luisa Rosales. El último dueño del ingenio La Estrella fue la empresa china, Pow Lung & Cia.

## Geografía

### Clima
Ubicada en la región Yunga, su clima es de templado a cálido, con muchas horas de sol en el invierno, que hacen saludable la vida. Es significativo el hecho de que los españoles bautizaran la región con el nombre de “Santa Clara de la Buena Luz”. En verano, las temperaturas máximas llegan a los 30 °C. En invierno, las temperaturas mínimas llega a 12 °C. La temperatura media anual es de 18,5 °C.

## Economía
Es una de las zonas con mejor potencial de crecimiento urbano en Lima Este, tanto por la calidad de su clima, acceso a servicios básicos y la significativa disminución de tiempo de traslado hacia otros puntos de la ciudad.

### Industria
En esta localidad se han instalado fábricas de distintos rubros. Se encuentran las fábricas de: bocadito y derivados de maíz Demsa, de productos lácteos y alimenticios Laive, vidrios templados Lamitemp - Miyasato, de derivados de papel Kimberly-Clark PERÚ, de panes y galletas San Jorge, etc.

### Comercio
Cuenta con mercados de abastos, supermercado, restaurantes, talleres de mecánica, cabinas de Internet, locutorios telefónicos, ferreterías, boticas, discotecas, librerías, peluquería y lavanderías.
Destacan el restaurante Granja Azul, con sus reconocidos pollos bebé a la leña, y el Hotel El Pueblo Resort & Convention Center.

### Agricultura
Posee grandes extensiones cultivables y que producen magníficos frutos, tales como hortalizas y verduras. Se cultiva apio, nabos, zanahoria, poros, ajos, cebollas y lechugas.
Anteriormente, una de las plantaciones más importantes fue el algodón, que ocupaba grandes extensiones de cultivo esparcidas por todos los fundos pero debido al crecimiento poblacional y urbano estas fueron anuladas en su totalidad, al igual que las uvas y peras.

## Desfile Escolar de Santa Clara
Es un concurso de desfile escolar que se realiza en memoria de la fundación de la localidad, que se celebra cada 11 de agosto, fecha patronal de Santa Clara de Asís. Inicia con el ingreso de las escoltas de bandera de las instituciones, justo al frente del pabellón nacional.

## Educación

### Colegios
- I. E. P. César Vallejo Mendoza
- I. E. Nº 1135
- I. E. N° 1203 Divino Niño Jesús
- I. E. Ricardo Palma
- I. E. Telésforo Catacora
- I. E. Santa Elena
- I. E. Peruano Suizo
- I. E. N° 1290 Nueva América
- I. E. Okinawa
- Colegio La Sagrada Familia
- Colegio Privado Corazón de Jesús
- Colegio Corazón de Jesús
- Colegio San Alfonso
- I.E.P Fraternidad Universal
- Colegio Innova Schools- Santa Clara
- Colegio Santiago Apóstol
- Colegio I.E.P Andino

## Vías de comunicación
Cuenta con diversas vías de comunicación por toda su extensión como la carretera Central en doble vía, y la ramificación de caminos de herradura que existen hasta los cerros que la circundan, también la línea férrea del ferrocarril central.